# Snapcase
Snapcase sono una band di Buffalo (New York). I loro album sono stati pubblicati dall'etichetta di Chicago Victory Records.

## Formazione
La band nacque nel 1989 in West Seneca (New York), inizialmente con il nome di Solid State. In quel periodo la band era composta dal chitarrista Scott Dressler, all'epoca un ragazzino di 15 anni, dal batterista Mike Kimaid, di 17 anni, da Daryl Taberski, 18 anni al basso, da Tiger Balduf, di 19 anni, e da Chris Galas alla voce. Registrarono il loro demo Quest for Reality a gennaio del 1990. Tiger Balduf lasciò la band per sposarsi, e Mike Kimaid la lasciò per unirsi ai The Watchmen, di Lockport. Al loro posto si inserirono Chris Galas alla voce e Peter Dawidzak alla batteria. Dopo il demo Peter Dawidzak lasciò la band per andre a scuola. Il 22 maggio 1990 incisero il loro secondo demo Accept Your Fate.
Nel 1991 ci fu un grande rinnovamento della formazione: Kimaid tornò nella band insieme al chitarrista dei The Watchmen Joe Smith e cambiò il nome del gruppo in Snapcase.
Tra il 1991 e il 1992 registrarono il demo con Dennis Fura, Break The Silence e King of the Mountain. Nel 1992 la band firmò con l'etichetta hardcore Victory Records di Chicago, e registrò il primo 7 pollici, Comatose, con Mike Sac e Robby Takac. Successivamente Taberski si spostò alla voce, rimpiazzando Chris Galas, Bob Whiteside dei Support di Buffalo prese il basso, e Jon Salemi, che suonava la batteria nei Support, rimpiazzò Joe Smith.
Nel 1993, Kimaid lasciò la band. Il primo album completo, Lookinglasself, uscì nel 1993, registrato da Don Fury e Fred Betschen. Nel 1995, pubblicarono l'EP Steps, registrato con Fred Betschen. Fu l'ultimo album in cui suonò Scott Dressler, che lasciò la band nel 1995. Fu rimpiazzato da Frank Vicario dei Fadeaway. Nell'estate del 1996 fu pubblicato The California Takeover in cui appaiono tracce live degli Snapcase, Earth Crisis, e Strife. La band si riformò nel 2010 quando in febbraio vennero confermati le indiscrezioni di riunione sul loro MySpace ufficiale. Attualmente la band, dopo un tour in Europa in aprile e maggio 2010 è in tournée negli Stati Uniti.

## Discografia

### Album in studio
- 1994 - Lookinglasself
- 1997 - Progression Through Unlearning
- 2000 - Designs for Automotion
- 2002 - End Transmission
- 2003 - Bright Flashes

### EP
- 1992 - Comatose 7"
- 1995 - Steps EP

### Split
- 1999 - Snapcase VS. boysetsfire

### Demo
- 1990 - Quest For Reality
- 1990 - Accept Your Fate
- 1991 - Break The Silence
- 1992 - King of the Mountain

### Raccolte
- 1993 - Only The Strong MCMXCII
- 1995 - Anti-Matter
- 1996 - Reason For Living
- 1996 - The California Takeover
- 1997 - Violent World - A Tribute To The Misfits
- 1998 - Never Give In - A Tribute To Bad Brains
- 1999 - No Borders
- 1999 - To the Bone
- 1999 - Xtreme Rock: Music That Changed Our Lives
- 2000 - Incompatible Vol. 3
- 2001 - For Those Who Stand